# Adela Piskorska
Adela Piskorska (16 novembre 2003) è una nuotatrice polacca, specializzata nel dorso.

## Biografia
Nel 2024 prende parte agli europei di Belgrado, dove conquista due medaglie d'oro (nei 100 metri dorso e nella staffetta 4x100 metri misti) ed una medaglia di bronzo nei 50 metri dorso.

## Palmarès
- Europei

Belgrado 2024: oro nei 100m dorso e nella 4x100m misti, bronzo nei 50m dorso.
- Giochi mondiali universitari

Chengdu 2023: oro nei 50m dorso e nei 100m dorso, argento nella 4x100m misti.
Reno-Ruhr 2025: argento nella 4x100m misti e nella 4x100m misti mista.
- Europei U23

Dublino 2023: oro nei 100m dorso e nella 4x100m misti mista, argento nei 50m dorso.
Šamorín 2025: oro nei 100m dorso e nella 4x100m misti mista, argento nei 50m dorso e nei 200m dorso.